# Garcibarrigoa
Garcibarrigoa es un género de plantas herbáceas de la familia de las asteráceas. Comprende 2 especies descritas y  aceptadas.

## Taxonomía
El género fue descrito por José Cuatrecasas Arumí y publicado en Caldasia 15(71–75): 6. 1986. La especie tipo es: Garcibarrigoa telembina (Cuatrec.) Cuatrec.

## Algunas especies aceptadas
A continuación se brinda un listado de las especies del género Garcibarrigoa aceptadas hasta julio de 2012, ordenadas alfabéticamente. Para cada una se indica el nombre binomial seguido del autor, abreviado según las convenciones y usos.
- Garcibarrigoa sinbundoya S.Díaz & Pedraza
- Garcibarrigoa telembina (Cuatrec.) Cuatrec.